# Tengréla
Tengréla este o comună din departamentul Tengréla, regiunea Savanes, Coasta de Fildeș.